# Bun liber
Termenul de bun liber este folosit în economie pentru a descrie un bun economic care nu este rar. Un bun liber este disponibil într-o cantitate oricât de mare, fără costuri de oportunitate pentru societate. 
Un bun care este pus la dispoziție gratis nu este neapărat un bun liber. De exemplu, un magazin poate face cadou clienților produse din stoc, pentru o mai bună promovare, însă pentru producerea acelor bunuri a fost necesară folosirea resurselor limitate, iar acel bun economic nu mai poate fi numit bun liber în sens economic. 
Există trei tipuri de bunuri libere: 
- Resursele care se găsesc în mod abundent în natură, astfel încât oricine poate beneficia de ele. Un astfel de exemplu ar fi aerul pe care îl respirăm.

- Resursele care sunt produse împreună. În acest caz bunul liber este produs secundar al unui produs mult mai valoros. Produse cum ar fi ambalajele sunt adesea considerate bunuri libere.

- Ideile și munca intelectuală care pot fi folosite gratis sau la un preț neînsemnat. De exemplu, dacă cineva inventează un aparat nou, mulți oameni pot să copieze această invenție, fără ca această resursă să se epuizeze. Wikipedia, ca enciclopedie liberă, poate fi considerată un bun liber. Alte exemple ar putea include programele de calculator și paginile web.

Legile proprietății intelectuale au efectul de a transforma anumite bunuri în bunuri rare. Deși aceste bunuri sunt bunuri libere (în sens economic), odată ce au fost produse, pretind resurse rare pentru a fi create, cum ar fi forța de muncă calificată. Astfel, legile proprietății intelectuale, cum ar fi copyrightul și patentele oferă drepturi exclusive creatorilor de astfel de „proprietate intelectuală“, pentru a încuraja resursele ce trebuie alocate în mod adecvat acestor activități.